# Hemictenius latitarsis
Hemictenius latitarsis är en skalbaggsart som beskrevs av Edmund Reitter 1891. Hemictenius latitarsis ingår i släktet Hemictenius och familjen Melolonthidae. Inga underarter finns listade i Catalogue of Life.